# Arbitraža
Arbitraža je mehanizam donošenja odluka koji se koristi kada dve ili više suprotstavljenih strana ne mogu da postignu sporazum ili nastavak rada ka komplementarnom cilju. Strane učesnice se slažu da imenuju neutralnu stranu ili osobu da donese odluku pošto čuje stavove obe strane. Arbitraža je način za rešavanje sporova izvan sudova. O sporu će odlučivati jedna ili više osoba („arbitratori”, „arbiteri” ili „arbitražni sud”), koja donosi „arbitražnu presudu”. Arbitražna presuda je pravno obavezujuća za obe strane i izvršna na sudovima.
Arbitraža se često koristi za rešavanje komercijalnih sporova, posebno u kontekstu međunarodnih komercijalnih transakcija. U nekim zemljama kao što su Sjedinjene Države, arbitraža se takođe često koristi u pitanjima potrošača i zapošljavanja, gde arbitraža može biti određena odredbama radnog odnosa ili komercijalnih ugovora i može uključivati odricanje od prava na podnošenje klasne akcije. Obvezna arbitražu potrošača i zapošljavanja treba razlikovati od saglasne arbitraže, posebno komercijalne arbitraže.
Arbitraža može biti ili dobrovoljna ili mandatorna (mada mandatorna arbitraža može proizaći samo iz statuta ili iz ugovora koji jedna strana nameće drugoj strani, a u kojem se strane slažu da sve postojeće ili buduće sporove rešavaju arbitražom, bez nužnog znanja, specifično, koji će se sporovi ikada pojaviti) i mogu biti bilo obavezujuće ili neobavezujuće. Neobavezujuća arbitraža slična je posredovanju u tome što se odluke ne mogu nametnuti strankama. Međutim, glavna razlika je u tome što dok će posrednik pokušati da pomogne strankama da pronađu središnje rešenje na kome mogu da naprave kompromise, (neobavezujući) arbitar ostaje potpuno odsutan iz postupka namirivanja i samo će odrediti odgovornost i, ako je to pogodno, naznaku kvantiteta odštete. Po jednoj definiciji arbitraža je obavezujuća, a neobavezujuća arbitraža tehnički nije arbitraža.
Arbitraža je postupak u kojem spor rešava nepristrasni sudija sa čijom će se odlukom strane u sporu složiti, ili koja je zakonodavno određena kao konačna i obavezujuća. Ograničena su prava na preispitivanje i žalbu na arbitražne presude. Arbitraža nije isto što i sudski postupak (mada se u nekim nadležnostima sudski postupak ponekad naziva arbitražom), alternativno rešavanje spora ({{|alternative dispute resolution, ADR}}), stručno utvrđivanje, posredovanje (oblik pregovora o nagodbi omogućen od strane neutralna treća strana).

## Prednosti i mane
Stranke često nastoje da reše sporove arbitražom zbog niza uočenih potencijalnih prednosti u odnosu na sudske postupke. Kompanije često zahtevaju arbitražu sa svojim klijentima, ali preferiraju prednosti sudova u sporovima sa konkurencijom. Preovlađujuće prednosti arbitraže u odnosu na parnicu uključuju:
- Najvažnija je mogućnost stranaka da odaberu materijalno i procesno pravo koje reguliše arbitražu. Ovo se često naziva principom „partijske autonomije“.[7]
- Za razliku od parničnog postupka, gde se ne može „izabrati sudija“,[8] arbitraža dozvoljava strankama da izaberu svoj tribunal. Ovo je posebno korisno kada je predmet spora visoko tehničke prirode: arbitri sa odgovarajućim stepenom stručnosti (na primer, veštačenje kvantitativnog premera, u slučaju građevinskog spora, ili stručnost u pravu privrednog imovinskog prava, u slučaju spora oko nepokretnosti[9]) može se izabrati.
- Arbitraža bi trebalo da bude brža od parnice.[8]
- Arbitražni postupci (osim arbitraže između investitora i države) i arbitražna odluka mogu biti poverljivi.[10]
- U arbitražnom postupku može se izabrati jezik arbitraže, dok će se u sudskom postupku automatski primenjivati službeni jezik zemlje nadležnog suda.
- Zbog odredbi Njujorške konvencije iz 1958. godine, arbitražne odluke je generalno lakše sprovesti u drugim zemljama nego sudske presude.[7]
- U većini pravnih sistema postoje veoma ograničeni načini za žalbu na arbitražne odluke, što je ponekad prednost jer ograničava trajanje spora i sve povezane odgovornosti.[7]

Neki od nedostataka uključuju:
- Pristanak na arbitražu često podrazumeva odricanje od prava na parnicu. Smatra se da ovo pogoršava neravnotežu moći između korporacija i pojedinaca, jer sudovi igraju ulogu u izjednačavanju snaga između sofisticiranih i nesofisticiranih stranaka.[11]
- Arbitražne sporazume je često teško identifikovati u ugovorima potrošača i zaposlenih.
- Ponekad postoji nepovezanost između pretpostavke poverljivosti i realnosti otkrivanja i javnosti koju nameću arbitri, te čak i samih stranki.[12]
- Ako arbitar ili arbitražni forum zavise od korporacije za ponavljanje poslova, može postojati inherentan podsticaj da se donese presuda protiv potrošača ili zaposlenog.
- Postoje veoma ograničeni načini za žalbu, stoga će pogrešnu odluku biti teže poništiti.
- U nekim pravnim sistemima, arbitražne odluke imaju manje mogućnosti izvršenja nego presude; iako se u Sjedinjenim Državama arbitražne odluke sprovode na isti način kao i sudske presude i imaju isti efekat.
- Arbitri se mogu boriti da sprovedu interlokatorne mere protiv stranaka. Stranke lakše preduzimaju korake da izbegnu izvršenje člana ili male grupe članova u arbitraži zbog povećanja sudskih taksi, bez objašnjenja članovima štetnih posledica nepovoljne presude.
- Pripremna faza može biti ograničenija u arbitraži ili potpuno nepostojeća.
- Izvršenje arbitražnih odluka generalno zahteva sudski postupak, što može povećati troškove, posebno kada stranka pokuša da ospori odluku u ovoj fazi.

## Presudljivost
Po svojoj prirodi, predmet nekih sporova nije podesan za arbitražu. Generalno, dve grupe pravnih postupaka ne mogu biti izložene arbitraži:
- Postupci koji nužno dovode do odluke o kojoj strane u sporu ne mogu da zaključe sporazum:[13][14] Neki sudski postupci dovode do presuda koje vežu sve članove opšte javnosti ili javne organe u svojstvu takvih ili treće strane ili koje se sprovode u javnom interesu. Na primer, sve do 1980-ih, antitrustovska pitanja nisu bila arbitrirana u Sjedinjenim Državama.[15] Pitanja koja se odnose na zločine, status i porodično pravo uglavnom se ne smatraju arbitraživim, jer je moć strana da zaključe sporazum u vezi s tim pitanjima bar delom ograničena. Međutim, većina ostalih sporova koji uključuju privatna prava između dveju strana mogu se rešiti arbitražom. U nekim sporovima delovi zahteva mogu biti arbitražni, a drugi delovi ne. Na primer, u sporu oko kršenja patenta, utvrđivanje da li je patent prekršen može da odlučuje arbitražni sud, ali valjanost patenta ne može. Budući da patenti podležu sistemu javne registracije, arbitraža komisija ne bi imala moć da naloži nadležnom organu da ispravi bilo koju registraciju patenta na osnovu svog određenja.
- Neki pravni nalozi isključuju ili ograničavaju mogućnost arbitraže iz razloga zaštite slabijih članova javnosti, npr. potrošača. Primeri: nemački zakon isključuje sporove oko zakupa životnog prostora iz bilo kojeg oblika arbitraže,[16] dok se arbitražni sporazumi s potrošačima smatraju valjanim samo ako ih potpiše bilo koja strana,[17] i ako potpisani dokument ne sadrži nijedan drugi sadržaj osim arbitražnog sporazuma.[18]

## Ugovaranje arbitraže
Arbitraža se može ugovoriti ugovorom o arbitraži, koji је ugovor kojim stranke podvrgavaju arbitraži sve ili određene sporove koji su među njima nastali ili bi mogli nastati iz određenog pravnog odnosa, ugovornog ili izvanugovornog. Taj se ugovor može sklopiti u obliku arbitražne klauzule u nekom ugovoru ili u obliku posebnog ugovora, a reč je o građanskopravnom ugovoru s procesnopravnim posledicama. Sami ugovor o arbitraži valjan je ako je sklopljen u pisanom obliku, a ugovor je sklopljen u pisanom obliku ako je unesen u isprave koje su stranke potpisale ili ako je sklopljen razmenom pisama, teleksa, telefaksa, telegrama ili drugih sredstava telekomuniciranja koja omogućavaju pisani dokaz o ugovoru, bez obzira jesu li ih stranke potpisale. Poseban je slučaj kada je spor nastao ili bi mogao nastati iz potrošačkog ugovora kada ugovor o arbitraži mora biti napisan u posebnoj ispravi koju su potpisale obe stranke. 

## Nadležnost i temeljna pravila
U pogledu nadležnosti merodavan je arbitražni sud. 
- (1) Arbitražni sud može odlučivati o svojoj nadležnosti, uključujući i odlučivanje o svakom prigovoru o postojanju ili valjanosti ugovora o arbitraži (Kompetenz-Kompetenz). U tu se svrhu arbitražna klauzula koja je sastavni deo nekog ugovora smatra kao sporazum nezavisan od ostalih odredaba tog ugovora. Odluka arbitražnog suda o tome da je taj ugovor ništav, sama po sebi ne znači da arbitražna klauzula nije valjana (načelo separabilnosti).
- (2) Prigovor da arbitražni sud nije nadležan tuženik mora podneti najkasnije kao odgovor na tužbu u kome se upustio u raspravljanje o biti spora (prigovor nenadležnosti). Okolnost da je stranka imenovala arbitra ili da je sudelovala u imenovanju arbitra ne lišava je prava na podnošenje takvog prigovora. Prigovor da arbitražni sud prekoračuje granice svojih ovlaštenja mora se podneti čim predmet za koji se tvrdi da prelazi delokrug njegovih ovlaštenja bude iznesen u arbitražnom postupku (prigovor prekoračenja ovlaštenja). Arbitražni sud može u oba slučaja dopustiti naknadno podnošenje prigovora ako smatra da je zakašnjenje opravdano.
- (3) Arbitražni sud može odlučivati o prigovoru kao o prethodnom pitanju ili u odluci o biti spora. Ako arbitražni sud odluči kao o prethodnom pitanju da je nadležan, svaka stranka može, u roku od 30 dana nakon što joj bude dostavljena odluka, da traži od suda da odluči o tom pitanju. Dok je postupak o tom traženju u toku, arbitražni sud može da nastavi postupak i donese odluku.

Stranke mogu birati arbitra, te arbitar nema nikakvo javno ovlašćenje za razliku od sudije. Pritom se niko ne može sprečiti da zbog svog državljanstva bude arbitar, osim ako su se stranke drugačije o tome sporazumele. U pogledu broja arbitara, moguće je da arbitražu sprovodi arbitar pojedinac o kome kome će se stranke sporazumeti, a ako se ne sporazumeju arbitra pojedinca imenuje predsednik suda ili sudija kojeg on odredi, ili se koristi veće od tri arbitra u kojem slučaju svaka stranka imenuje po jednog arbitra, a ta dva će onda imenovati trećega koji će biti predsednik arbitražnog veća. Ako jedna stranka ne imenuje arbitra i o tome ne obavesti drugu stranku u roku od 30 dana nakon što primi obaveštenje o imenovanju arbitra i poziv da imenuje arbitra, ili ako se dva arbitra ne sporazumiju u pogledu trećeg arbitra u roku od 30 dana od imenovanja poslednjeg od njih dvoje, imenovanje će na zahtev stranke obaviti predsednik suda ili sudija kojeg predsednik suda za to ovlasti.
Kada se arbitraža sprovodi u veću, odluka se donosi većinom glasova, ako se stranke nisu drugačije sporazumele. U slučaju da se nije postigla potrebna većina ponovno se raspravlja o razlozima za svako mišljenje pa, ako se niti tada ne postigne potrebna većina, odluku donosi predsednik veća. Ovlašćenja arbitra ograničene su na stranke jer je on privatna osoba te njegova postupanja nemaju učinka na treće osobe, poput na primer pozivanja svedoka. Arbitar može samo da zamoli svedoka da svedoči pod uslovom da time ne krši poverljivost stranaka. U postupku arbitraže stranke su te koje moraju osigurati prisutnost svedoka. Arbitražni sud može od državnog suda da traži da naloži svedoku da dođe. Nadalje, arbitražni sud ne može da postavi privremene mere trećim osobama, na primer da naloži banci da zamrzne sredstva, ali može, ako se stranke nisu drugačije sporazumele, na zahtev jedne od stranaka, privremenom merom osiguranja da naloži da bilo koja stranka preduzme određenu meru koju arbitražni sud smatra potrebnom s obzirom na predmet spora, a u vezi s čim arbitražni sud može zatražiti od bilo koje stranke da pruži odgovarajuće osiguranje u vezi s takvom merom. Takođe, arbitar ne može da imenuje veštake'.
Prema pravnoj prirodi mogu se razlikovati domaće arbitraže i strane arbitraže, a one se određuju prema mestu arbitraže bez obzira na stranke i arbitre. 

## Literatura
- Boskey, James B (1993). The American Arbitration Association Insurance ADR Manual. West Pub. Co.
- Blackaby, Nigel; Lindsey, David; Spinillo, Alessandro (2003). International Arbitration in Latin America. Kluwer
- Born, Gary (2009). International Commercial Arbitration. Kluwer
- Buhring-Uhle, Christian and Kirchhof, Gabriele Lars (2006). Arbitration and Mediation in International Business. 2nd Ed.
- Craig, W. Laurence; Park, William W.; Paulsson, January (2001) International Chamber of Commerce Arbitration. Oxford University Press.
- David, R (1985). Arbitration in International Trade.
- Dezalay, Yves and Garth, Bryant G (1998). Dealing in Virtue: International Commercial Arbitration and the Construction of a Transnational Legal Order.
- Dugan, Christopher; Wallace, Jr., Don; Rubins, Noah (2005) Investor-State Arbitration. Oxford University Press. 2008.
- Lew, Julian; Mistelis, Loukas;  Kroell, Stefan (2003). Comparative International Commercial Arbitration.
- The Permanent Court of Arbitration (2000). International Alternative Dispute Resolution: Past, Present and Future.
- PWC (2008) International Arbitration: Corporate Attitudes and Practices Архивирано на веб-сајту  (4. март 2017)
- Redfern, A. and Hunter, M (2004). Law and Practice of International Commercial Arbitration. 4th Ed.
- Schreuer, Christoph H. (2001) The ICSID Convention: A Commentary. Cambridge University Press. 2001. – (International Centre for Settlement of Investment Disputes)
- Stuyt, Alexander, ed (1990). Survey of International Arbitrations: 1794–1970.
- Nuwan Weerasrkara Sri Lankan Arbitrator
- Varady, Tibor; Barcelo, John J.; Von Mehren, Arthur Taylor (2006) International Commercial Arbitration 3rd Ed.
- Jerold S. Auerbach, (1983). Justice Without Law?: Non-Legal Dispute Settlement in American History. Oxford: Oxford University Press..
- Mark J. Astarita, Esq., Introduction to Securities Arbitration (SECLaw.com, 2000 - )
- David Sherwyn, Bruce Tracey & Zev Eigen. "In Defense of Mandatory Arbitration of Employment Disputes: Saving the Baby, Tossing out the Bath Water, and Constructing a New Sink in the Process," 2 U. Pa. J. Lab. & Emp. L. 73 (1999); n.b., abbreviated source in this legal citation format is the University of Pennsylvania Journal of Labor and Employment Law, Vol. 2, p. 73.
- Ed Brunet, J.D., Arbitration Law in America: A Critical Assessment, Cambridge University Press, 2006.
- Gary Born, International Civil Litigation in United States Courts (Aspen 4th ed. 2006) (with Bo Rutledge) (3rd ed. 1996) (2nd ed. 1992) (1st ed. 1989)

## Spoljašnje veze
- Dispute Resolution and Arbitration на веб-сајту  (језик: енглески)

.